# Black Rhinos FC
Black Rhinos FC ist ein simbabwischer Fußballverein aus Mutare.
Der Verein wurde 1982 gegründet und stieg 1984 in der Zimbabwe Premier Soccer League auf. Ihm gelang sofort der Gewinn des ersten Meistertitels. Der zweite Erfolg folgte 1988. Bis 2007 blieben sie erfolgreich in der ersten Liga, stiegen dann aber erstmals ab. Seitdem gilt die Mannschaft als „Fahrstuhlmannschaft“. 1984 und 2003 gewannen sie den nationalen Pokalwettbewerb.

## Statistik in den CAF-Wettbewerben
| Wettbewerb                          | Runde         | Gegner              | Hinspiel | Rückspiel |  |
| ----------------------------------- | ------------- | ------------------- | -------- | --------- |  |
|                                     |               |                     |          |           |  |
| African Cup of Champions Clubs 1985 | 1. Runde      | Mbabane Highlanders | 1:0 (H)  | 3:1 (A)   |  |
|                                     | 2. Runde      | Power Dynamos       | 2:0 (A)  | 1:1 (H)   |  |
|                                     | Viertelfinale | US Gorée            | 2:0 (H)  | 0:3 (A)   |  |
| CAF Champions Cup 1988              | 1. Runde      | Faucon Flacq SC     | 1:2 (A)  | 2:2 (H)   |  |
| CAF Cup 2003                        | 1. Runde      | CD Maxaquene        | 1:1 (A)  | 0:0 (H)   |  |
|                                     | 2. Runde      | SC Kiyovu Sports    | 0:1 (A)  | 2:0 (H)   |  |
|                                     | Viertelfinale | Raja Casablanca     | 1:1 (H)  | 1:5 (A)   |  |

## Frauen
In den Kader der simbabwischen Fußballnationalmannschaft der Frauen für die Olympischen Sommerspiele in Rio de Janeiro 2016 wurden sieben Spielerinnen der Black Rhinos berufen.